# Бук
Бук (лат. Fágus) — род широколиственных деревьев семейства Буковые (Fagaceae).

## Название
Русское название рода имеет происхождение от праслав. *bukъ, которое заимствовано из прагерм. *bōka — «бук», продолжающего праиндоевропейское слово *bʰeh₂ǵos — «бук». Такое же происхождение имеет слово «бук» в немецком, голландском, английском, датском, норвежском и шведском языках. От того же пра-и.е. *bʰeh₂ǵos происходит и латинское название рода лат. fagus.
В спорах о местонахождении прародины славян был выдвинут буковый аргумент: поскольку слово «бук» было заимствовано праславянами из германских языков, что означает, что прародина славян лежала в лесной зоне вне букового ареала, то есть, к востоку от линии Калининград — Одесса. Однако ареалы тех или иных растений и животных со временем могут изменяться, так что указанный аргумент, равно как и выводы, из него вытекающие, — не обязательно верны или точны. Поскольку на момент выделения славян в отдельный этнос ареал бука мог ограничиваться какой-то более западной или более южной «линией», современная граница его ареала не обязательно является определяющей при поиске прародины славян.
В некоторых германских языках название бука совпадает со словом «книга»: нем. Buche — «бук», нем. Buch — «книга», швед. bok, норв. bok, дат. bog — «бук» и «книга», а также заимствованные из германских языков праслав. *bukъ, *buky «бук» и «буква». Связано это с тем, что первые руны писались на деревянных палочках, вырезанных из бука, или коре бука.

## Описание

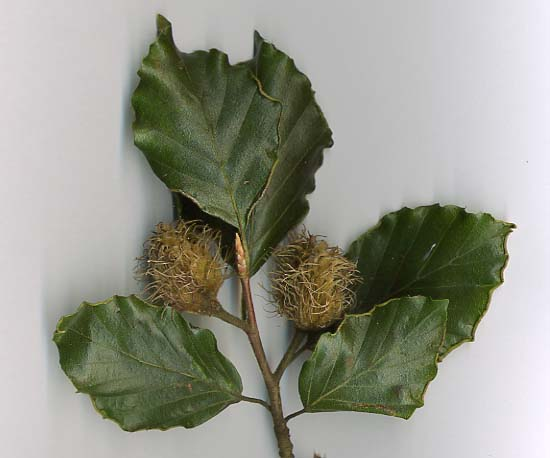
Листья и плоды бука лесного

Высота деревьев до 30 м, диаметр ствола до 2 м.
Ствол гладкий, покрыт тонким слоем серой коры.
Листья опадающие, простые, цельнокрайные либо с редкими зазубринами, овальные либо овально-продолговатые, 5—15 см длиной и 4—10 см шириной.
У бука, имеющего густую крону из цельнокрайных листьев, верхние ветви настолько затеняют нижние, что последние, не имея нужного для фотосинтеза доступа света, постепенно отмирают и опадают. В результате буковое дерево в лесу почти до самого верха лишено ветвей, и крона у него поддерживается как бы голыми столбами. Это свойство характерно для всех видов рода Бук, а также для многих других деревьев, произрастающих сомкнуто.
Почки удлинённые (часто более 2,5 см), чешуйчатые, появляются ещё зимой.
Цветение весной, одновременно с развёртыванием листьев. Цветки однополые, собраны в серёжки, опыляются ветром.
У одиночно стоящих деревьев плодоношение наступает через 20—40 лет, а в группах через 60 лет и позднее. Плоды желудевидные, трёхгранные, длиной 10—15 мм, с деревянистой оболочкой, собранные попарно либо по четыре штуки в 4-лопастной оболочке, называемой плюской. Плоды иногда называют «буковыми орешками» — они съедобны, хотя содержат в себе большое количество горького на вкус танина и могут содержать в себе ядовитый алкалоид фагин, разлагающийся при поджаривании.
Буки растут медленно, но живут до 400 лет и более.
Чрезвычайно теневыносливы, теплолюбивы, лучше всего растут на суглинистой почве.
Буковые размножаются обычно семенами, хотя неглубокая и разветвлённая корневая система иногда даёт боковые побеги, от которых может вырасти молодое дерево.

## Распространение

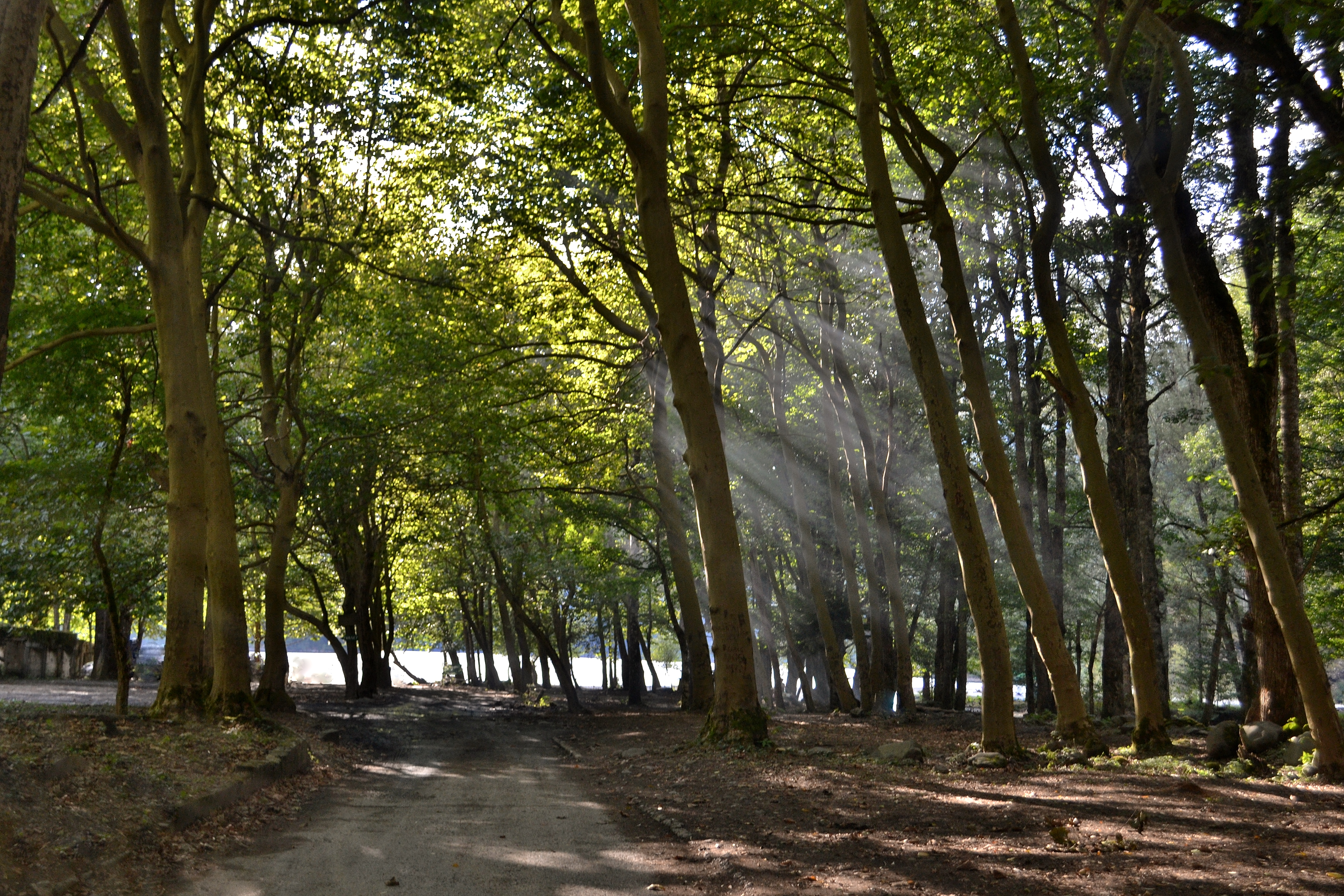
Буковый лес. Озеро Рица. Абхазия.

Распространены в умеренном, субтропическом и частично в тропическом поясах Северного полушария: произрастают в Европе, Азии и Северной Америке. В тропики бук заходит в горах Мексики (бук крупнолистный мексиканский) и Вьетнама (бук длинночерешковый). Буки — одни из наиболее распространённых деревьев в Европе. В горах произрастают на высоте до 2300 м над уровнем моря. Часто доминируют в лиственных и смешанных лесах.
Наибольшее распространение имеют бук лесной в Евразии и бук крупнолистный в Северной Америке. Бук Энглера в диком виде растёт в Китае, его высота достигает 20 м, а ствол разделяется на несколько ответвлений, образующих широкоовальную крону. Схожая форма ствола у двух эндемиков Японских островов: японского голубого и городчатого (высота до 30 м) буков. Бук крупнолистный мексиканский, как можно догадаться из названия, родом из Мексики — высокое (до 40 м) дерево с клинообразными листьями, используется в деревопереработке. Ареал бука восточного охватывает побережье Чёрного моря.
Некоторые виды Южного полушария, ранее относившиеся к букам, в настоящее время выделены в отдельные семейство Нотофаговые и род Нотофагус. Эти растения произрастают в Австралии, Новой Гвинее, Новой Зеландии, Новой Каледонии и Южной Америке.
В России растёт 2 вида бука: бук лесной (Калининградская область) и бук восточный (Северный Кавказ). В остальной Европейской части и в Азиатской части России буки в природе в данный момент не встречаются, хотя ископаемые остатки говорят о том, что раньше ареал буков в России был гораздо шире. При этом многие буки вполне могут расти в климате Средней полосы, а отдельные наиболее морозостойкие виды (бук крупнолистный), вероятно, могут неплохо себя чувствовать и на юге Сибири.

## Палеоботанические сведения
В начале третичного периода леса с участием бука, составляющие так называемую тургайскую флору, были распространены от Урала и Аральского моря (даже Башкирии) до Сахалина и Камчатки. Они покрывали большую часть Канады, Аляску и южную часть Гренландии. Тургайская флора сменила крупнолистную флору раннего палеогена в связи с похолоданием, как более приспособленная к существованию в условиях умеренно-тёплого влажного климата. В конце олигоцена и миоцене тургайская флора в Евразии распространялась к югу и юго-западу, постепенно вытесняя субтропическую флору. В олигоцене тургайская флора полностью завоевала высокие широты, где затем в связи с дальнейшим похолоданием быстро сменилась более умеренной флорой. Она исчезла на большей части Бореальной области (Бореальный период), сменившись флорой, состоящей из хвойных и мелколиственных древесных пород и различных травянистых растений, составляющих основу современной растительности Евросибирской и Атлантическо-Североамериканской областей. Тургайская флора сохранилась до конца неогена на юге Центральной и Восточной Европы, на северо-востоке КНР, полуострове Корея, в Японии и Аппалачах. В эоплейстоцене в фазу климатического оптимума в бассейнах средней Волги и нижней Камы были распространены леса с господством сосны, в состав которых входили многие лиственные породы, в том числе, и бук. Бук присутствует в эоплейстоценовых отложениях на территориях Северного Прикаспия, Северного Причерноморья и Нижнего Дона, Башкирии и Среднего Поволжья, бассейна среднего Днепра, бассейна верхнего Немана.
Бук входил в состав плиоценовой флоры на территории Флориды и юга Алабамы. Так как в более ранних отложениях его не найдено, можно предположить, что он мигрировал сюда из более северных районов Америки в связи с похолоданием. В Шотландии и Ирландии тургайская флора существовала уже с эоцена. Тургайская флора преобразовалась путём эволюции в современную флору лиственных лесов Северного полушария. Ископаемые остатки показывают очень широкое и равномерное распределение бука в Северном полушарии в миоцене. По другим данным было установлено присутствие бука в Европе не моложе среднего плиоцена.
В ледниковый период бук наряду с другими теплолюбивыми растениями отступил к югу и сохранился лишь в нескольких рефугиумах. В межледниковые периоды, когда происходило потепление, бук выходил из своих рефугиумов и занимал близлежащие территории. В наиболее тёплые межледниковые периоды широколиственные леса с участием бука занимали при этом почти всю Центральную Европу. Палеоботанические находки указывают также на присутствие бука в средней части европейской России в Миндель-Рисскую межледниковую эпоху, климат в которую был более тёплым и влажным по сравнению с современным.
Палеоботанические данные свидетельствуют о происхождении видов бука из северной части Тихого океана. Большинство из них осталось в Восточной Азии, и только бук крупнолистный, обитающий в Северной Америке, и бук европейский выпадают из евразийского ареала. Бук восточный, имеющий более раннее происхождение по сравнению с буком европейским — третичный период, сохранился в околочерноморском рефугиуме. Бук крымский, служащий как бы связующим звеном между этими двумя видами, распространён в местах соприкосновения бука восточного и европейского.

## Применение и использование
Некоторые виды буков (особенно культивируемые сорта лесного бука) имеют широкое применение в качестве зелёных насаждений. При построении искусственных ландшафтов используют как одиночные посадки, так и крупные массивы в парках и лесопарках. Благодаря плотной листве и устойчивости к формовке буки часто используют для построения живых изгородей.

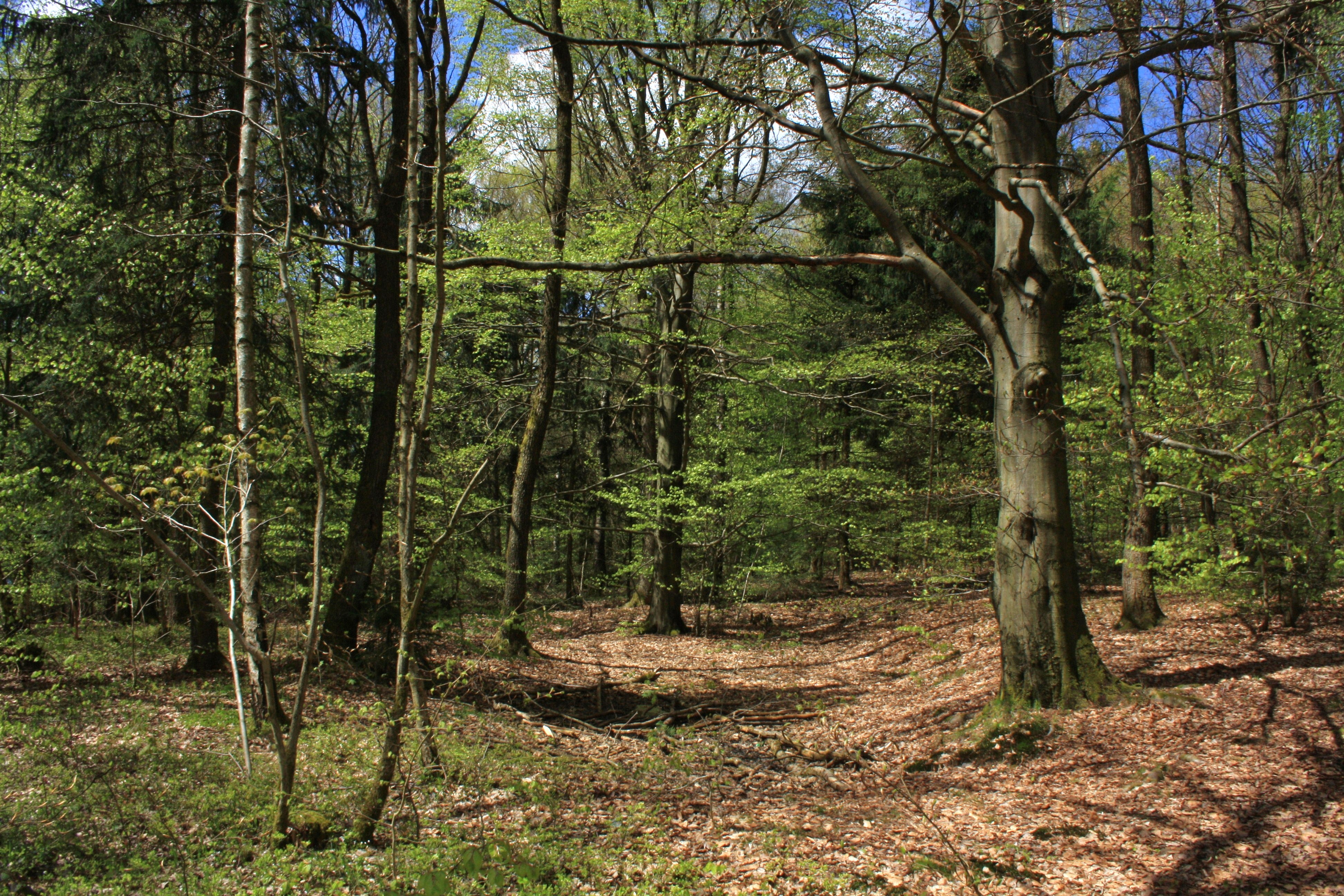
Буковый лес. Германия

Буковые леса — бучины — имеют важное курортное и эстетическое значение. В них расположено немало санаториев, домов отдыха, детских лагерей. Чрезвычайно велика их роль в поддержании чистоты воздуха и водных источников, в защите почв от эрозии. Буковые леса способствуют переводу поверхностного стока воды во внутрипочвенный, обеспечивают равномерное поступление осадков в реки, предохраняют естественные и искусственные водоемы от заиления. Наблюдения показали, что под пологом букового леса даже на крутых склонах поверхностный сток, а, значит, и размыв почвы, невелик. Через корни растения выделяют в почву различные органические и неорганические вещества, способствующие повышению её плодородия.

### Древесина
Древесина бука часто используется для изготовления различных изделий: музыкальных инструментов, в частности, гитар, фанеры, паркета, деревянной тары, ткацких челноков, ружейных прикладов, измерительных инструментов и тому подобных. Обработанный паром бук легко гнётся. Такая особенность позволяет использовать древесину бука в мебельной промышленности при изготовлении венских стульев и деталей округлой формы.
Щепки бука используются при варении пива Budweiser.
Древесина бука белая с желтовато-красным оттенком (со временем приобретает розовато-коричневый цвет), плотная, тяжёлая, устойчива к влажности (но очень сильно деформируется при изменении влажности), хорошо и легко полируется. На открытом воздухе недолговечна и поэтому используется только внутри помещений.
Из буковой древесины получают уксусную кислоту, дёготь, креозотовые масла, метиловый спирт.

### Пищевое и кормовое значение
Из орехов получают высококачественное пищевое масло светло-жёлтого цвета, мало уступающее оливковому. Оно используется в пищевой и кондитерской промышленности. Другим способом обработки получают масло техническое. Остающаяся после отжима масса используется для изготовления суррогата кофе, а в варёном виде — на корм сельскохозяйственным животным. Охотно поедают буковые орешки лесные обитатели: кабаны, косули, белки и др.

### Орешки

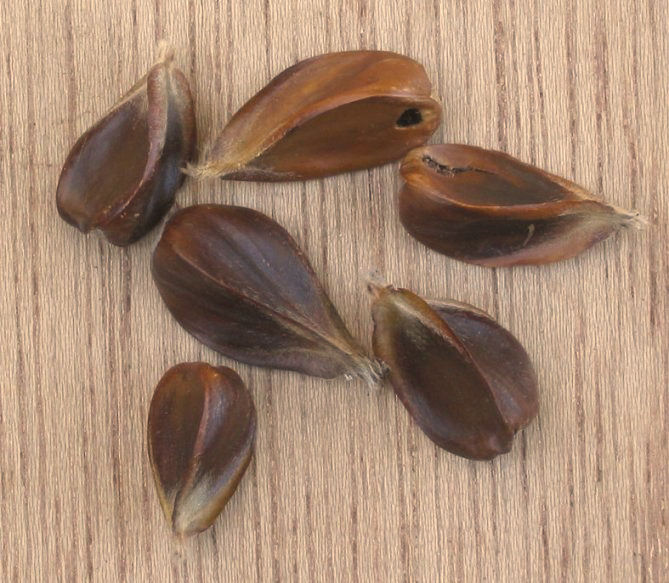
Буковые орешки

Орехи очень питательны: они содержат до 50 процентов масла, а кроме того, белки, сахара, яблочную и лимонную кислоту, витамин Е. Жители тех мест, где растёт много буковых деревьев, делают из очищенных и обязательно поджаренных орехов муку. Добавив к ней небольшое количество пшеничной муки, пекут блины, оладьи, рассыпчатое печенье. В некоторых местах (на Кавказе, в Карпатах) буковую муку используют для выпечки обычного хлеба. От такой добавки его вкус заметно улучшается.
Кроме того, обжаренные семена бука на Кавказе используются как народное лакомство — точно так же, как семечки подсолнуха в России.

## Классификация

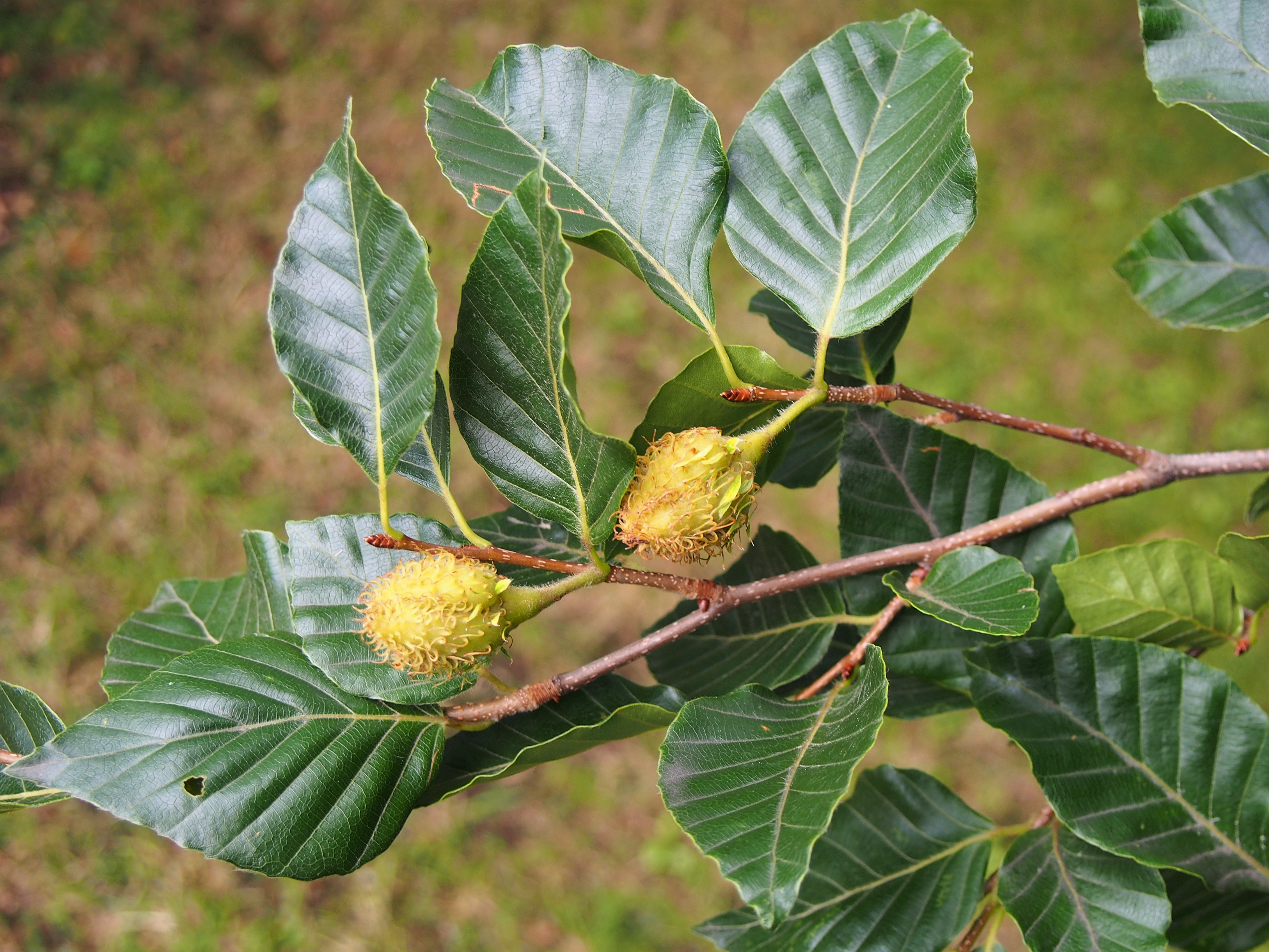
Бук сияющий

Согласно данным сайта Королевских ботанических садов Кью, род насчитывает 12 видов и 1 естественный гибрид:
- Fagus chienii W.C.Cheng — Бук Цзяня
- Fagus crenata Blume — Бук городчатый
- Fagus engleriana Seemen — Бук Энглера
- Fagus grandifolia Ehrh. — Бук крупнолистный
- Fagus hayatae Palib. — Бук тайваньский
- Fagus japonica Maxim. — Бук японский
- Fagus lucida Rehder & E.H.Wilson — Бук сияющий
- Fagus multinervis Nakai — Бук многожилковый
- Fagus orientalis Lipsky — Бук восточный, или Бук кавказский
- Fagus pashanica C.C.Yang
- Fagus sinensis Oliv. — Бук китайский
- Fagus sylvatica L. typus[1] — Бук лесной, или Бук европейский
- Fagus ×taurica Popl. — Бук крымский, гибрид бука лесного (Fagus sylvatica) и бука восточного (Fagus orientalis)[25].